# حمله ۲۰۲۴ به حمص
حمله ۲۰۲۴ به حمص (انگلیسی: 2024 Homs offensive)، عملیاتی نظامی بود که توسط نیروهای دولت نجات سوریه در جریان حملات ۲۰۲۴ اپوزیسیون سوریه، مرحله‌ای از جنگ داخلی سوریه، آغاز شد. این عملیات توسط فرماندهی عملیات نظامی پس از تصرف حماة در ۵ دسامبر ۲۰۲۴ در جریان حمله حما در سال ۲۰۲۴ آغاز شد. این حمله با تصرف شهر توسط نیروهای اپوزیسیون در شب ۷ و ۸ دسامبر پس از ترک شهر توسط نیروهای دولتی، به پایان رسید.

## پیشینه
در ۵ نوامبر ۲۰۲۴، حملات هوایی اسرائیل انبارهای سلاح حزب‌الله لبنان در شهر قصیر را هدف قرار داد.
در ۱۶ نوامبر ۲۰۲۴، دور دوم حملات هوایی اسرائیل علیه اهداف حزب‌الله در منطقه القصیر انجام شد. اماکن نظامی سوریه نیز هدف قرار گرفتند. این حملات چندین پل، از جمله پل روی رودخانه اورونتس که قصیر و چندین شهر در حومه شرقی و غربی حمص را به هم متصل می‌کند، را تخریب کرد.
در ۲۷ نوامبر ۲۰۲۴، گروه‌های اپوزیسیون به رهبری هیئت تحریر شام حمله‌ای را در شمال غربی سوریه علیه نیروهای دولت بشار اسد آغاز کردند. این اولین حمله بزرگ توسط هر جناحی در این درگیری از زمان آتش‌بس ادلب در مارس ۲۰۲۰ بود.
در ۵ دسامبر، نیروهای اپوزیسیون، حماة را تصرف کردند. با شنیدن خبر پیشروی شورشیان، هزاران نفر از ساکنان حمص با نزدیک شدن نیروهای اپوزیسیون، از شهر گریختند.